# Matilda Cullen Knowles
Matilda Cullen Knowles, née le 31 janvier 1864 à Cullybackey (en) et morte le 27 avril 1933 à Dublin, est une botaniste, lichénologue et exploratrice irlandaise. Elle est considérée comme la fondatrice des études modernes sur les lichens irlandais à la suite de son travail au début du XXe siècle sur l'enquête multidisciplinaire (en) de l'île de Clare. À partir de 1923, elle partage la curatelle de l'herbier du Musée National d'Irlande - une collection de plantes séchées et pressées maintenant conservées dans les jardins botaniques nationaux d'Irlande (en). Son travail a la réputation d'avoir « constitué une importante contribution de base à la botanique cryptogamique d'Irlande et d'Europe océanique occidentale ».

## Jeunesse et éducation
Matilda Knowles naît le 31 janvier 1864 à Cullybackey (en) près de Ballymena, en Irlande,. Son intérêt précoce pour la botanique est encouragé par son père, William James Knowles (en), lui-même scientifique amateur qui emmène Matilda et sa sœur aux réunions du club des naturalistes de Belfast. C'est là qu'elle rencontre pour la première fois Robert Lloyd Praeger, qui restera influent sur elle toute sa vie. En 1895, on lui présente la botaniste de Derry Mary Leebody, et ensemble elles travaillent sur un supplément au livre de 1888 de Samuel Stewart (en) et Thomas Corry (en) « The Flora of the North-East of Ireland ». Corry est crédité à titre posthume car mort lors d'une expédition en Irlande.
Elle se porte ensuite volontaire pour aider à la récolte participative de matière sur les plantes du comté de Tyrone. Tout en terminant ce travail, Knowles publie son premier article sur les plantes à fleurs de Tyrone en 1897. Knowles envoie finalement plus de 500 exemplaires qui seront considérés pour inclusion « Irish Topographical Botany » (« botanique topographique irlandaise »), que Praeger publie en 1901.
Knowles et sa sœur Catherine fréquentent ensuite le Royal College of Science for Ireland (en) pendant un an. Elle y prend des cours de sciences naturelles quelque temps entre 1896 et 1900.
En 1902, Knowles est nommée assistante temporaire dans ce qui était alors la section botanique du National Science and Art Museum. Elle travaille en étroite collaboration avec le professeur Thomas Johnson pour poursuivre le développement de la collection de l'Herbier. Elle co-écrit également avec lui « Hand List of Irish Flowering Plants and Ferns » (« liste succincte des plantes à fleurs et des fougères irlandaises ») en 1910.

## Carrière professionnelle

### Enquête de l'île de Clare
L'une des premières œuvres de Knowles est « The Maritime and Marine Lichens of Howth » (« les lichens maritimes et marin de Howth »), que la Royal Dublin Society publie en 1913. Knowles avait rassemblé les connaissances et l'expérience nécessaires pour faire tout cela tout en participant consciencieusement à une étude de l'île de Clare, comme suggéré par Robert Lloyd Praeger. L'enquête de 1910-1911 examine des dizaines d'aspects différents de la petite île juste à l'extérieur de Clew Bay en Irlande. Cette nouvelle enquête implique non seulement des Irlandais, mais aussi plusieurs scientifiques européens, dont l'éminente lichénologue britannique Annie Lorrain Smith. Cela fut considéré comme le travail de terrain le plus complet à l'époque. En conséquence, Knowles peut créer une base pour sa spécialisation ultérieure dans les lichens.

### Monographies de lichens et spécialisation
Knowles publie plus de trente articles scientifiques sur un large éventail de sujets botaniques entre 1897 et 1933. C'est en étudiant les lichens de Howth qu'elle découvre comment les lichens du rivage poussent dans des estrans distincts et se distinguent par leur couleur : noir, orange et gris.
Son travail majeur, « The Lichens of Ireland » (« les lichens d'Irlande »), qui ajoute plus de 100 espèces de lichens à la liste irlandaise et enregistre la distribution des huit cents espèces identifiées en Irlande, fut suggéré par Praeger. Elle réalise cette tâche avec la collaboration de trente autres spécialistes des sciences naturelles. Il est publié en 1929 et comprend vingt lichens qui n'avaient pas été identifiés auparavant comme irlandais.

## Dernières années
Le professeur Thomas Johnson prend sa retraite en 1923, permettant à Knowles de prendre en charge la curatelle, travaillant avec Margaret Buchanan. En vieillissant, l'audition de Knowles commence à décliner, de sorte qu'elle doit utiliser un cornet acoustique. Malgré sa surdité, elle assiste toujours aux réunions, mais signale quand elle pense que c'est suffisant en posant son appareil auditif. Knowles s'occupe et complète la collection de l'herbier du Musée national, bien qu'elle n'ait jamais obtenu le crédit qu'elle méritait pour cela. En 1923, elle prévoit de prendre sa retraite, mais une pneumonie met fin à ses jours avant de pouvoir mettre fin à sa carrière. Knowles meurt à Dublin le 27 avril 1933.

## Reconnaissance et honneurs
Knowles a reçu une plaque commémorative, décernée par les plaques du Comité national irlandais pour la science et l'ingénierie, en octobre 2014, pour marquer le 150e anniversaire de sa naissance.

## Publications
- (en) Knowles MC., « Flowering Plants of County Tyrone », Irish Naturalist, vol. 6,‎ 1897, p. 83–84 (lire en ligne)
- (en) National Museum of Ireland, Hand List of Irish Flowering Plants and Ferns, H.M. Stationery Office, 1910 (lire en ligne)
- (en) Knowles MC., « Maritime and Marine Lichens of Howth Head, Ireland », The Journal of Ecology, vol. 2, no 2,‎ 1914, p. 134–138 (DOI 10.2307/2255596, JSTOR 2255596, lire en ligne)
- (en) Knowles MC., The Maritime and Marine Lichens of Howth, Royal Dublin Society, 1913 (lire en ligne)
- (en) Smith AL, Knowles MC., « Lichens of the Dublin Foray », Transactions of the British Mycological Society, vol. 11, nos 1–2,‎ 1926, p. 18–22 (DOI 10.1016/s0007-1536(26)80021-x, lire en ligne)
- (en) Knowles MC., The lichens of Ireland, Hodges, Figgis, 1929 (lire en ligne)

## Taxons éponymes
Plusieurs espèces de lichens sont nommées en l'honneur de Knowles, notamment :
- Lecidea matildae (H. Magn, 1956)[13]
- Pestalotia matildae (Richatt, 1953)
- Verrucaria knowlesiae (PMMcCarthy, 1988)[14]

Cependant, Acarospora knowlesii (C. W. Dodge, 1968) est nommé d'après le géologue Paul H. Knowles du service antarctique américain, qui recueille le spécimen type en 1940 (notons la terminaison masculine). Quant à Meliola knowltoniae (Doidge, 1924) et Septoria knowltoniae (Verwoerd & Dippen, 1930), ils sont ainsi nommés car décrits à partir de spécimens trouvés en train de pousser sur la plante sud-africaine Knowltonia vesicatoria (en).